# Neumopatía aguda postraumática
La neumopatía aguda postraumática es un cuadro que aparece después de un traumatismo torácico.
Es un concepto mixto, anatómico y funcional, en el que hay un componente reflejo y un componente orgánico.

## Clínica
- Fiebre más o menos alta, que incluso puede faltar.
- Disnea con cianosis.
- Taquicardia.
- Tos, generalmente productiva, pudiendo aparecer una expectoración hemoptoica.
- En la gasometría se aprecia una disminución importante de la saturación de oxígeno.
- En la radiografía de tórax se pone de manifiesto unas imágenes de condensación que pueden simular un cuadro neumónico. Otras veces se trata de imágenes en tempestad de nieve.

Este cuadro se debe sospechar en todo paciente que haya tenido un traumatismo torácico.
- Datos: Q6041247